# Skupina plinastih orjakov
To so svetovi z masami v razponu od 10 do 4,000 Zemelj, ki jim ustreza od 0.03 do 13 mase Jupitra. Imajo zelo debele ovojnice iz vodika in helija, zaradi katerih jim povsem upravičeno pripada vzdevek plinasti orjaki. Njihove sredice so sestavljene iz kamnin (skal) in različnih vrste ledu, in imajo že samo maso v razponu od malo manj kot 1 masa Zemlje pa vse do nekaj Zemelj.

## Razred plinastih podorjakov
To so plinasti orjaki z masami v razponu od 0.03 do 0.48 Jupitra. V tipičnem primeru imajo gosto ozračje iz vodika in helija (prvotno ozračje vseh planetov), ki predstavlja velik del njihove celotne mase in se nahaja nad sredico iz ledu in kamnin. Nekateri od teh svetov imajo stisnjen plašč oceanske vode.

## Razred pritlikavih plinastih orjakov
To so plinasti orjaki z masami v razponu od 0.06 do 0.8 Jupitra. Največji del njihove mase predstavljajo njihove plinaste ovojnice, vendar pa imajo na vrhu oblakov še zmeraj dovolj nizko težnost, da nabreknejo zaradi močnega sevanja, ki prihaja s strani njihove zvezde gostiteljice. Bolj masivni primerki teh orjakov imajo plast tekočega kovinskega vodika ali helija, ki obdaja njihov sredico.

## Razred MezoJoviancev
To so plinasti orjaki z masami v razponu od 0.7 do 2.5 kratne mase Jupitra. Največji delež (večino) mase takšnih svetov predstavlja njihova prvotna plinasta ovojnica iz vodika in helija, in imajo na vrhu svojih oblakov oz. pri vrhnjih plasteh ozračja ozredno veliko težnost. Obstajajo tudi plasti tekočega kovinskega vodika, ki obkroža planetarno sredico  velikosti povprečnega skalnatega planeta, ki je sestavljena iz kovin, ogljika, in različnih vrts ledu (ti planeti so se pvrotno ustvarili za snežno črto, kar v praksi pomeni, da imajo ogromen delež ledu glede na njihovo celotno maso). Ozračje teh svetov je skoraj zmeraj zelo turbulentno (vrtinčasto dejavno) in zaradi česar jih po navadi ne prekriva ves globus obsegajoča meglica (iz metana, amonijaka in drugih plinov).

## Razred SuperJoviancev
To so plinasti orjaki z masami v razponu od 2.5 do 13 Jupitra; to je že dovolj mase, da so njihove sredice stisnjene v obliki elektronsko degenerirane snovi. Ne glede na njihovo velikansko maso, velikost teh svetov v le redkih primerih presega Jupitrovo (142984 km – premer ob ekvatorju); edina izjema so planeti, ki imajo močno napihnjena ozračja zaradi izredno velikih količin sevanja in toplote, ki prihaja z njihovih starševskih zvezd.

## Citonijanski razred
To so plinasti orjaki z masami v razponu od 0.015 do 0.24 Jupitra. To so izpostavljene, gole sredice nekdanjih prinastih orjakov, ki so izgubili svoje plinaste ovojnice zaradi močnega sevanja, ki prihjaja s strani njihove zvezde gostiteljice. To se v tipičnem primeru pojavilja pri starejših plinastih orjakih v zelo tesnih orbitah, ali pri plinastih orjakih , na katere je močno vplival razvoj njihovega matičnega Sonca v stopnjo podorjakinje in orjakinje, ki je sledilo stopnji »pritlikavk«.